# Новоселецька волость
Новоселецька волость — адміністративно-територіальна одиниця Чигиринського повіту Київської губернії з центром у селі Новоселиця.
Станом на 1886 рік складалася з 9 поселень, 3 сільських громад. Населення — 4260 осіб (2088 чоловічої статі та 2172 — жіночої), 607 дворових господарства.
Наприкінці 1880-х років приєднана до Суботівської волості.
|                     | Площа, десятин | У тому числі орної, дес. |
| ------------------- | -------------- | ------------------------ |
| Сільських громад    | 3640           | 1792                     |
| Приватної власності | 37             | 19                       |
| Іншої власності     | 205            | 98                       |
| Загалом             | 3882           | 1909                     |

Поселення волості:
- Новоселиця — колишнє державне село за 15 верст від повітового міста, 1170 осіб, 164 двори, православна церква, постоялий будинок, лавка. За 10 верст — Медведківський Миколаївський чоловічий монастир з 3 православними церквами.
- Івківці — колишнє державне село, 1100 осіб, 269 дворів, православна церква, школа, 2 постоялих будинки.
- Полуднівка — колишнє державне село, 734 особи, 111 дворів, православна церква, школа, постоялий будинок.
- Чмирівка — колишнє державне село, 640 осіб, 91 двір, православна церква.